# فهرست سفیران ایران در ارمنستان
سفارت ایران در ارمنستان در اردیبهشت ۱۳۷۱ گشایش یافت.
- بهرام قاسمی (کاردار) ۱۳۷۱ - ۱۳۷۲
- احمد سبحانی (کاردار) ۱۳۷۲ - ۱۳۷۳
- حمیدرضا نیک‌کار اصفهانی (سفیر) ۱۳۷۳ - ۱۳۷۷
- محمدفرهاد کلینی (سفیر) ۱۳۷۸ - ۱۳۸۴
- علیرضا حقیقیان (سفیر) ۱۳۸۵ – ۱۳۹۰
- سید علی سقائیان (سفیر) ۱۳۹۰ - ۱۳۹۱
- محمد رئیسی (سفیر) ۱۳۹۱ - مهر ۱۳۹۴
- سید کاظم سجادی[۱](سفیر) مهر ۱۳۹۴ - آذر ۱۳۹۸
- عباس ظهوری[۲][۳](سفیر) بهمن ۱۳۹۸ - فروردین ۱۴۰۲[۴]
- مهدی سبحانی[۵][۶] (سفیر) فروردین ۱۴۰۲ - تاکنون